# Semiothisa grossbecki
Semiothisa grossbecki är en fjärilsart som beskrevs av Louis W. Swett 1916. Semiothisa grossbecki ingår i släktet Semiothisa och familjen mätare. Inga underarter finns listade i Catalogue of Life.